# Печатание
Печа́тание — процесс получения одинаковых оттисков путём переноса краски с печатной формы на бумагу или другую поверхность. Самые ранние небумажные изделия, связанные с печатью, включают цилиндрические печати и такие объекты, как Цилиндр Кира и Цилиндры Набонида. Самой ранней известной формой печати на бумаге была ксилография, которая появилась в Китае до 220 года для печати на ткани. Однако она не применялась к бумаге до седьмого века. Более поздние разработки в технологии печати включают подвижный шрифт, изобретённый Би Шэном около 1040 года, и печатный станок, изобретенный Иоганном Гутенбергом в XV веке. Технология печати сыграла ключевую роль в развитии эпохи Возрождения и научной революции и заложила материальную основу современной экономики, основанной на знаниях, и распространения знаний в массы.

## История

### Печатание тканей
Техника штучной печати для воспроизведения текста, рисунков и изображений широко использовалась по всей Восточной Азии. Она возникла в Древнем Китае как метод печати на текстиле, а затем и на бумаге. Самые ранние сохранившиеся образцы, напечатанные на ткани, являются китайскими и датируются не позднее 220 года н. э. Ближайшие по времени западные образцы относятся к IV веку и принадлежат Древнему Египту эпохи римского правления.

#### В Восточной Азии
Самые ранние сохранившиеся гравюры происходят из Китая эпохи династии Хань (до 220 года н. э.), они использовались для оттиска на шёлке трёхцветных изображений цветов, а самый ранний пример гравюры на бумаге, также китайский, относится в середине седьмого столетия.
В девятом веке печать на бумаге уже профессионально практиковалась, именно этим периодом датирована первая сохранившаяся полная печатная книга — Алмазная сутра (находящаяся ныне в Британской библиотеке). В десятом веке были напечатаны 400 тысяч копий некоторых сутр и картин, выходила конфуцианская классика. Опытный печатник за день мог напечатать до 2000 листов, состоящих из двойных страниц.
Из Китая книгопечатание распространилось в Корею и Японию, которые использовали китайские логограммы; методы китайской печати также применялись в Турфане и Вьетнаме с использованием других шрифтов. Однако в отличие от другого изобретения — бумаги, техника книгопечатанья так никогда и не была заимствована исламским миром.
Первой корейской печатной книгой считают буддийский свиток-амулет «Сутра великого заклинания незапятнанного чистого света» (кор. 무구정광대다라니경, 無垢淨光大陀羅尼經, Мугу чонгван дэ тарани гён), созданный с помощью ксилографии в Корее в период с 704 по 751 год и найденный в 1966 году вместе с другими реликвиями во время реставрации храма Пульгукса в Кёнджу.

#### На Ближнем Востоке
Штучная печать на ткани появилась в римском Египте к четвёртому столетию. Ксилография, названная по-арабски «тарш», была развита в арабском Египте в IX—X столетиях, применяясь главным образом, для молитв и письменных амулетов. Есть некоторые причины полагать, что эти печатные оттиски (гравюры) были сделаны из недеревянных материалов, возможно из олова, свинца или глины. Используемые методы, кажется, имели очень мало влияния за пределами мусульманского мира. Хотя Европа приняла печать деревянной гравюры от мусульманского мира, первоначально для оттиска на ткани, техника металлической ксилографии в Европе осталась неизвестной. Позже ксилография вышла из употребления в исламской Средней Азии после того, как из Китая была перенята печать подвижного типа.

#### В Европе
Впервые в христианской Европе методика оттиска на ткани появилась около 1300 года. Изображения, оттиснутые на ткани для религиозных целей, могли быть довольно большими и сложными, и когда бумага стала относительно легко доступной, около 1400 года, тут же получили распространение небольшие гравюры на религиозные темы и игральные карты, напечатанные на бумаге. Массовое производство печатной бумажной продукции началось примерно с 1425 года.

## Книгопечатание

### Изобретение книгопечатания
Книгопечатание было изобретено дважды: в Китае и в средневековой Европе. В Китае книгопечатание изобретено, по одним данным (Julien, «Documents sur l’art d’imprimerie»), в 581 году н. э., а по китайским источникам — между 936 и 993 годами (подробнее см. четыре великих изобретения). Первым точно датированным печатным текстом является китайская ксилографическая копия буддийской Алмазной сутры, изданная в 868 году. Имеется также информация о печатной копии буддийских мантр, изготовленной в Японии между 764 и 770 годами по заказу жены принца Сётоку.

### Ксилография
Позднее начали вырезать текст ножом на деревянных досках; это так называемая ксилография. Древнейшее дошедшее до нас произведение этого искусства, имеющее на себе дату печатания, относится к 1423 году (см. «Библия бедных»). Производилось ли печатание с помощью станка или с помощью щёток — неизвестно; во всяком случае дошедшие книги печатались анопистографически (то есть лишь с одной стороны листа). Из книг, напечатанных этим способом, наиболее известны так называемые «Донаты» (сочинение римского грамматика Элия Доната). Не доказано, что «Донаты» были напечатаны много раньше изобретения Гутенберга; с другой стороны, известно, что печатными досками пользовались ещё долго после Гутенберга; ксилография также существовала в 1475, в 1482 и даже в 1504 годах.
Развитием технологии ксилографии стала металлография, при которой для печати использовались свинцовые листы с выпуклыми буквами. Этот процесс был переходным к печатанию с помощью подвижных литер: матрицы для печати изготавливались с помощью выдавливания отдельных букв в глине, в которой затем отливали печатный лист. Тем не менее этот процесс оставался несовершенным в силу трудностей с достижением равного давления по всей площади оттиска, а также быстрой порчи печатей от давления.

### Подвижные литеры
История книгопечатания в современном смысле этого слова начинается с того момента, когда стали изготавливать металлические, подвижные, выпуклые буквы, вырезанные в зеркальном отображении. Из них набирали строки и с помощью пресса оттискивали на бумаге.
Между 1041 и 1049 годами китаец Би Шэн придумал изготавливать наборный шрифт из обожжённой глины, но этот способ получил меньшее распространение, чем ксилография, так как в китайской письменности тысячи иероглифов и поэтому изготовление наборного шрифта было слишком трудоемким. Ни изобретение Би Шэна, ни технология Ван Чжэня, впервые изготовившего деревянный набор и создавшего прообраз типографских касс для облегчения работы с ним, не получили развития в Китае. Напротив, в Чосоне (Корея) в начале XV века, в правление вана Тхэджона, наборное книгопечатание с использованием бронзовых литер пользовалось поддержкой государства. Технологию использования деревянного набора у китайцев переняли также уйгуры, благодаря которым многие изобретения и знания китайцев распространялись дальше на запад: известен уйгурский деревянный набор, датируемый началом XIV века.
В Европе наборный шрифт появился во второй трети XV века, и почти все исследователи приписывают его немцу Иоганну Гутенбергу. Иоганн Ментелин в Страсбурге, имевший типографию уже в 1458 году, и Пфистер в Бамберге, считавшиеся ранее за первых печатников, должны быть признаны учениками Гутенберга. Почти все западноевропейские народы оспаривали у немцев честь изобретения книгопечатания. Наиболее убедительно отстаивали свои притязания голландцы, ссылающиеся на изобретение книгопечатания Лоренсом Янсзооном Костером. У итальянцев изобретателем подвижных букв считался Памфилио Кастальди в Фельтре: как рассказывают, он не придавал своему изобретению никакого значения, уступил его Иоганну Фусту, который с товарищами воспользовался им, учредив типографию в Майнце. Однако до нас не дошло ни одной строчки, напечатанной Кастальди, которая могла бы подтвердить достоверность этого рассказа. К свидетельствам современников, говорящих в пользу Гутенберга, нужно отнести указание Петера Шеффера, зятя Фуста и продолжателя его дела: в издании «Институций Юстиниана» 1468 году он указывает на Гутенберга и Фуста как на первых печатников. Движимый родственным чувством, он, вероятно, приписал и Фусту честь изобретения, принадлежащего одному Гуттенбергу. В 1472 году Вильгельм Фише, ректор Парижского университета, в письме к Роберту Гагену говорит: «Передают, что недалеко от города Майнца был некто Иоанн Бонемонтан (Гутенберг), который первый выдумал искусство книгопечатания». Матвей Пальмерий, в продолжении «Хроники» Евсевия, напечатанном в 1483 году в Венеции, указывает, что «искусство печатать книги было изобретено в 1440 году Гутенбергом в городе Майнце». Наконец, Иоанн Шеффер, сын Петера Шеффера, в посвящении к переводу Тита Ливия 1505 года указывает на Гутенберга как на первого печатника, хотя в других местах приписывает это изобретение Фусту.

### Последствия изобретения
Подсчитано, что после изобретения печатного станка Гутенберга выпуск книг в Европе вырос с нескольких миллионов до примерно одного миллиарда экземпляров менее чем за четыре столетия.
Прусский учёный Сэмюэл Хартлиб, увлекавшийся социальными и культурными реформами, будучи сосланным в Британию, писал в 1641 году: «Искусство книгопечатания так распространит знания, что простые люди, узнав свои права и свободы, не дадут управлять собою путем угнетения».

### Дальнейшее развитие печатных технологий
Со времён Гутенберга до XIX века печатные технологии в Европе изменились мало, главным образом сводясь к постепенной замене деревянных деталей станка на металлические. Тем не менее в первой половине XVIII века был сделан важный шаг по стандартизации печати, когда французский типограф Пьер Симон Фурнье изобрёл типометрию — способ систематизации шрифтов, в дальнейшем усовершенствованный Франсуа Дидо. В дальнейшем это дало основу для развития стереотипного процесса печати, при котором с одной формы получают строго определённое количество листов одинакового размера.
В начале XIX века немецкий печатник Фридрих Кёниг внёс усовершенствование в типографический процесс, применив в нём металлический цилиндр, прижимавший бумагу к печатной форме. Впервые этим методом 29 ноября 1814 года была отпечатана газета «Таймс». Согласно российским источникам, первую автоматическую наборную машину сконструировал в 1867 году русский изобретатель Пётр Княгининский. Позже, в 1880-е годы, была изобретена строкоотливная наборная машина (линотип), а в 1890-е годы — буквоотливная (монотип). В конце XIX века в печатный процесс введены ротационный принцип и офсетная печать, в 1894 году венгерский инженер Ено Порцельт предложил концепцию фотонабора, внедрённого в производство в начале XX века.

## Современные технологии печатания
Современные технологии печати ориентированы на промышленное производство крупных тиражей книжно-журнальной, деловой, газетной, этикеточной и упаковочной продукции. Существуют три основных способа размножения текста и иллюстраций: высокая, глубокая и плоская.
Высокая печать (также типографская печать) — это способ печати, отличающийся от плоской и глубокой печати тем, что печатающие элементы на форме расположены выше пробельных, так что при печати пробельные элементы бумаги не касаются. На печатной форме высокой печати печатные элементы расположены выше пробельных. Краска наносится на поверхность выступающих печатных элементов. При соприкосновении с бумагой, для полного перехода краски, необходимо давление. До изобретения печатных машин для этой цели использовали пресс. Для воспроизведения текста и штриховых изображений, состоящих из отдельных штрихов и линий, изготовить печатную форму даже на доске несложно, так как все печатные элементы находятся на одном уровне. На них легко нанести краску тампоном или валиком, положить бумагу и прижать её для перехода краски.
Глубокая печать, (инта́льо) — это способ печати с использованием печатной формы, на которой печатающие элементы утоплены по отношению к пробельным. Элементы глубокой печати используются с XV века, когда углублённая гравюра была применена для обложки книги «История Трои» английским первопечатником Уильямом Кекстоном. Начало современным технологиям глубокой печати положено в конце XIX века Карелом Кличем. От плоской и высокой печати глубокая отличается тем, что толщина слоя краски на одном оттиске может меняться от десятков до сотен микрометров, тогда как для других полиграфических технологий этот параметр стабилен и составляет около 1 микрометра. Это свойство глубокой печати обеспечивает рельефность элементов изображения, которые выступают над поверхностью бумаги, при прикосновению к изделиям ощущается рельефность..
Благодаря возможности тонкой настройки рельефа изображения, технология широко применяется для производства документов, банкнот и других ценных бумаг. Ввиду высокой затратности допечатной подготовки и изготовления форм, глубокая печать рентабельна для многотиражных изделий с высокой тиражестойкостью. В связи с этим данная технология лидирует на рынке производства упаковки.
Плоская печать — это способ печати, использующий формы, на которых печатающие и пробельные элементы расположены в одной плоскости и различаются лишь физико-химическими свойствами. Основой для форм плоской печати, как правило, служат металлические листы (пластины) — однослойные в случае монометаллических форм и многослойные в случае биметаллических. Для изготовления формы пластина покрывается светочувствительным слоем и засвечивается через фотоформу, используемую в качестве шаблона. В полиграфической промышленности на базе данного принципа функционирует большинство машин офсетной печати, реже используется способ ди-лито (плоская печать без промежуточного звена). В изобразительном искусстве данная концепция реализована в литографии.

## Цифровая печать
К 2005 году на цифровую печать приходилось примерно 9 % из 45 триллионов страниц, ежегодно печатаемых по всему миру.
Печать дома, в офисе или инженерной среде подразделяется на:
- небольшой формат (бумажные листы размером до бухгалтерской книги), которые используются в офисах и библиотеках.
- широкий формат (рулоны бумаги шириной до 914 мм), который используется в чертёжных и дизайнерских учреждениях.

Некоторые из наиболее распространенных технологий печати:
- синька и связанные с ними химические технологии;
- лепестковое печатающее устройство — где предварительно сформированные символы применяются индивидуально;
- точечная матрица[англ.] — которая создаёт произвольные узоры точек с помощью набора печатных штифтов;
- построчная печать — на бумагу построчно наносятся сформированные символы;
- термопечать — например, ранние факсимильные аппараты или современные принтеры чеков, которые нагревают специальную бумагу, которая становится чёрной для формирования печатного изображения;
- струйная печать — в том числе пузырьковая, при которой чернила распыляются на бумагу для создания желаемого изображения;
- электрофотография — тонер притягивается к заряженному изображению, а затем проявляется;
- лазерная печать — тип ксерографии, при котором заряженное изображение записывается попиксельно с помощью лазера;
- твердочернильный принтер — где твёрдые палочки чернил расплавляются для получения жидких чернил или тонера.

Профессиональная цифровая печать (с использованием тонера) в основном использует электрический заряд для переноса тонера или жидких чернил на подложку, на которой выполняется печать. Качество цифровой печати неуклонно улучшалось от ранних цветных и черно-белых копировальных аппаратов до сложных цветных цифровых печатных машин. Цифровые офсетные печатные машины также называются машинами для прямой печати изображений, хотя эти печатные машины могут получать компьютерные файлы и автоматически превращать их в готовые к печати пластины, они не могут вставлять переменные данные. До введения дешёвого фотокопирования использование таких машин, как копировальный аппарат, гектограф и мимеограф, было обычным явлением.
С развитием технологий цифровой печати изменилась сама концепция типографского дела: вместо выпуска тиража идентичных копий появилась возможность в пределах одного тиража выпускать несколько разных вариантов продукции, а также выпуск малотиражной продукции в соответствии со спросом.